# 高萬鵬
高万鹏，陝西城固縣人。清朝政治人物。
同治七年（1868）进士，历任湖南常德府知府，升安徽凤颍六泗道道员、顺天府尹，官至湖南布政使。